# Stoletna vojna
Stoletna vojna je bila vojna, ki je trajala med letoma 1337 in 1453 (torej 116 let) med Anglijo in Francijo.
Vojna je potekala večinoma na francoskem ozemlju (Francozi so z Genovežani ter kasneje Kastilci večkrat plenili angleške obalne predele).Vse začetne pomembnejše bitke so dobili Angleži zaradi boljše vojaške taktike ter opreme. Nekatere izmed teh bitk so bile: Sluys (1340) (edina pomorska bitka, z namenom da so si Angleži zagotovili varno izkrcanje), Crecy (1346), Poitiers (1356) (v tej bitki so Angleži zajeli francoskega kralja in zanj zahtevali ogromno odškodnino), Agincourt (1415).
Vojna se je sunkovito preobrnila za nastopom Ivane Orleanske (1429–1430), saj je prepričala kralja, da je ubranitev Francije njeno versko poslanstvo, zato ji je kralj zaupal poveljstvo vojsko, s katero ubrani Orleans. Zatem so jo ujeli Burgundci in jo izročili Angležem, ki so jo nato 30. maja 1431 zažgali na grmadi.
Izgon Angležev se je začel leta 1429 z deblokado Orleansa, nadaljeval pa z razpadom angleško - burgundskega zavezništva 1435. K popolnemu propadu podviga je prispeval tudi angleški kralj, ki je kronično nesposobno najprej predal Francozom Maine, kasneje pa ni bil sposoben organizirati obrambe angleških provinc v Franciji. 
V bitki pri Castillonu leta 1453 Francozi dokončno preženejo Angleže iz Francije, razen iz pristanišča Calais, ki je ostalo v rokah Angležev še celo stoletje.
Trenutno ta vojna velja za najdaljšo vojno v zgodovini človeštva.

## Vzroki za vojno
Zgodovinski vpliv ima normanska osvojitev Anglije (911–1314), nato pa se pojavil tudi ozemeljski spor zaradi pokrajine Gaskonje, saj je bil gaskonjski vojvoda angleški kralj, hkrati pa tudi francoski vazal, toda odnosi med njim in tedanjim francoskim kraljem so bili zelo krhki, kar je oteževalo položaj francoskega kralja, saj je ta na vsak način skušal utrditi svoj položaj in vpliv v tej pokrajini. Položaj sta še otežila gospodarski spor okoli Flandrije, saj je bil flandrijski grof francoski vazal, prebivalci pa so bili mnogo bolj naklonjeni Angliji zaradi njihovega izvoza kakovostne volne, ki so jo potrebovali za lastno proizvodnjo sukna, temelja njihove tedanje gospodarstva, ter dinastični spor oziroma težnja angleškega kralja Edvarda III. po prevladi v Franciji, ker je menil, da je bila njegovi rodbini neupravičeno odvzeta oblast v Franciji, saj je bila njegova mati Izabela sestra zadnjega Kapetinga.

## Povod za vojno
Edvard III. ni hotel priseči vazalne zvestobe svojemu seniorju, francoskemu kralju, poleg tega je skrival Roberta Artoiškega, ki je bil pri francoskem kralju v nemilosti.

## Potek vojne

### Edvardijanska vojna (1337-1360)
Edvard III. je lahko močno uveljavljal pravico do francoske krone prek svoje matere Izabele. Ali je bila ta trditev resna ali zgolj izgovor za invazijo na Francijo, je vprašljivo. Zagotovo je imel Edvard na papirju prav. Takratni francoski kralj je bil Filip VI. Francoski, ki je nasledil svojega bratranca Karla IV. Francoskega (vladal 1322-1328), čeprav je bil ob Karlovi smrti Edvard njegov najbližji moški sorodnik, saj je bil Karlov nečak in najstarejši preživeli vnuk Filipa IV. Francoskega (vladal 1285-1314). Angleški kralj takrat ni uveljavljal svoje pravice, ker je bil mladoleten, francosko plemstvo pa je, ne upoštevajoč legitimnosti dedovanja po ženski liniji, seveda raje imelo Francoza za svojega vladarja. Vendar pa je Edvard sredi 1330-ih spremenil svojo strategijo, morda razdražen zaradi tehnične podrobnosti, da je bil angleški kralj kot vojvoda Gaskonje dejansko vazal francoskega kralja po pravilih srednjeveškega fevdalizma. Gaskonja je bila koristen trgovinski partner Anglije, saj so izvažali volno in žito ter uvažali vino. Ko je francoski kralj leta 1337 Gaskonjo zasegel francoski kroni in leto pozneje napadel južno obalo Anglije – napad, ki je vključeval uničenje Southamptona, je imel Edvard popoln izgovor za začetek vojne.
Francozi, ki niso mogli najti odgovora na kombinacijo angleških lokostrelcev in vitezov, ki so se borili peš, so utrpeli hud poraz v bitki pri Crécyju.
Edvard je začel z izjavo, da je kralj Francije, na slovesnosti v Gentu januarja 1340. Poleg tega je kralj pokazal svoj novo razčetverjen grb – tri leve Plantagenetov – ki je zdaj vključeval zlati fleur-de-lis Francije. Nizozemske dežele so bile pomembni trgovinski partnerji z Anglijo, medtem ko so drugi zavezniki vključevali tekmece Filipa VI., kot sta Karel II., kralj Navare (vladal 1349-1387) in gaskonjski grofje Armagnac.
Ena prvih večjih akcij vojne je bila junija 1340, ko je angleška flota potopila francosko invazijsko floto pri Sluysu v estuariju Šelde (Nizozemske dežele). Temu je leta 1345 sledila osvojitev Gaskonje in invazija na Normandijo, kjer je bila uporabljena strategija chevauchées, to je sejanje strahu med lokalnim prebivalstvom z zažiganjem pridelkov, plenjenjem zalog in dovoljevanjem splošnega ropanja v upanju, da bi francoskega kralja zvabili v odprto bitko. Strategija je delovala in francoska vojska, ki ni mogla najti odgovora na kombinacijo angleških lokostrelcev in vitezov, ki so se borili peš, je utrpela hud poraz v bitki pri Crécyju avgusta 1346. Filip pa še zdaleč ni bil premagan in je pametno pozval svoje škotske zaveznike, naj napadejo severno Anglijo v upanju, da bo to prisililo Edvarda k umiku iz Francije. David II. Škotski (vladal 1329-1371) se je ustrezno odzval in oktobra 1346 napadel Anglijo, vendar ga je angleška vojska premagala v bitki pri Neville's Crossu (17. oktober 1346). Kot dodaten bonus je bil kralj David ujet in izpuščen šele leta 1357 kot del Berwiškega sporazuma, kjer so Škoti plačali odkupnino in med državama je bilo dogovorjeno 10-letno premirje.
Leta 1347 je bil osvojen Calais, vendar je prihod kuge črne smrti v Evropo prekinil sovražnosti. Naslednja velika zmaga je bila še ena angleška, spet proti veliko večji francoski vojski, tokrat v bitki pri Poitiersu septembra 1356. Tu je angleško vojsko vodil Edvardov sposobni sin, Edvard Črni princ (1330-1376). Premagani kralj Janez II. Francoski (vladal 1350-1364) je bil ujet pri Poitiersu in je bil štiri leta v priporu. Nato je bil leta 1360 podpisan Brétignyjski sporazum med Anglijo in Francijo, ki je priznal Edvardovo pravico do 25% Francije (predvsem na severu in jugozahodu) v zameno za Edvardovo odpoved pravici do francoske krone.

### Karolinška vojna (1369-1389)
Mir v Brétignyju se je končal leta 1369, ko je novi francoski kralj, Karel V. Francoski, znan tudi kot Karel Modri (vladal 1364-1380),začel resno pridobivati nazaj, kar so izgubili njegovi predhodniki. Karel je to storil tako, da se je izogibal odprtim bitkam, se osredotočal na nadlegovanje in se po potrebi zanašal na varnost svojih gradov. Karel je imel tudi močnejšo mornarico od Angležev in je zato lahko pogosto napadal južno obalo Anglije. Večino Akvitanije so zavzeli leta 1372, angleško floto so istega leta premagali pri La Rochelleu in do leta 1375 so bile edine dežele v Franciji, ki so pripadale angleški kroni, Calais in del Gaskonje.
Leta 1389 je bilo ponovno razglašeno premirje in odnosi so se še izboljšali, ko se je 12. marca 1396 Rihard II. Angleški poročil z Izabelo Francosko, hčerko Karla VI. Francoskega. Zveza je utrdila dvajsetletno premirje med državama. Pod naslednjim kraljem, Henrikom IV. Angleškim (vladal 1399-1413), je bila krona preveč zaposlena z upori v Angliji in Walesu, da bi kaj dosti storila v Franciji.

### Lancasterska vojna (1415-1453)
Henrik V. je odigral naslednjo pomembno potezo v tej igri prestolov, saj je bil še bolj ambiciozen kot Edvard III. Ni hotel le pleniti francoskega ozemlja, ampak ga trajno prevzeti in oblikovati imperij. Za kralja je bil uspeh v vojni tudi koristno orodje za legitimizacijo njegove vladavine, saj je krono podedoval od svojega očeta Henrika IV., ki je uzurpiral prestol z umorom Riharda II. Henriku V. je močno pomagal padec Karla VI. Francoskega v norost in posledična razdelitev francoskega plemstva med Armagnace in Burgundce glede tega, kdo bi lahko nadzoroval kralja in Francijo.
Leta 1420 n. št. je bil Henrik V. Angleški imenovan za regenta in dediča Karla VI. Francoskega.
Henrik je napadel Normandijo, leta 1415 zavzel pomembno pristanišče Harfleur in temu sledil z osupljivo zmago v bitki pri Agincourtu 25. oktobra. Caen je bil zavzet leta 1417, in do leta 1419 je Henriku uspelo osvojiti celotno Normandijo, vključno z glavnim mestom Rouen. Te zmage, še posebej pa Agincourt, kjer je bilo pobito veliko francoskega plemstva, so Henrika V. naredile za narodnega heroja, in maja 1420 je Francoze prisilil k podpisu mirovne pogodbe, pogodbe iz Troyesa, z zelo radodarnimi pogoji. Angleški kralj je bil imenovan za regenta in dediča Karla VI. in da bi utrdil novo zavezništvo, se je Henrik poročil s Karlovo hčerko, Katarino Valoiško (l. 1401 - ok. 1437). To je bil vrhunec angleškega uspeha v vojni. Pogoj dogovora je bil, da mora Henrik obljubiti, da bo nadaljeval boj proti Burgundskemu sovražniku številka ena: zdaj razdedinjenemu dofenu Karlu (krvnemu dediču Karla VI.), s čimer se je stoletna vojna nadaljevala z novim krogom spopadov.
Marca 1421 so Angleži izgubili v bitki pri Bauggeju in Henrikov lastni brat Thomas, vojvoda Clarence, je bil ubit. Henrik se je odpravil v Francijo, da bi osebno nadaljeval vojno, in 11. maja 1422 je po osemmesečnem obleganju zavzel Meaux. Henrik nikoli ni dobil priložnosti, da bi postal kralj Francije, saj je nepričakovano umrl, verjetno zaradi dizenterije, 31. avgusta 1422 v Bois de Vincennes v Franciji. Henrikov dojenček sin je postal naslednji kralj, Henrik VI., vendar niti njegovi regenti niti on, ko je dosegel zrelost, niso mogli ustaviti velikega francoskega preporoda, ki je vključeval junaška prizadevanja Ivane Orleanske.
Ivana Orleanska, kmečka deklica, navdihnjena z nebeškimi vizijami, je dramatično pomagala pri odpravi obleganja Orleansa leta 1429, kar je pomenilo začetek francoskega preporoda, saj je dofen, zdaj kralj Karel VII. Francoski, prevzel pobudo v vojni. Leta 1429 je bila tudi francoska zmaga v bitki pri Patayu (18. junij), kjer so angleške lokostrelce učinkovito obkolili francoski konjeniki. Henrik VI. Angleški je še naprej vztrajal pri zahtevi svoje družine po francoskem prestolu, sčasoma je bil kot tak okronan v katedrali Notre-Dame de Paris decembra 1431, vendar je bila to prevara brez prave vsebine. Za Anglijo je vojna zdaj v veliki meri postala obrambna namesto napadalna. Sir John Talbot (1384-1453), veliki srednjeveški vitez, znan kot 'angleški Ahil', je zmagoval zaradi svoje agresivne taktike in napadov presenečenja, uspešno je branil tako Pariz kot Rouen, ki sta bila pod angleško oblastjo. Vendar je bila Francija zdaj prebogata z moškimi in viri, da bi jo lahko ustavili za zelo dolgo. Leta 1435 so Angleži ključno izgubili podporo svojih zaveznikov Burgundcev, ko se je njihov vodja Filip Dobri Burgundski pridružil Karlu VII. s pogodbo iz Arrasa, da bi končal francosko državljansko vojno. Leta 1435 je bil zavzet Dieppe, leta 1436 so Francozi ponovno zavzeli Pariz, leta 1440 pa je bil ponovno zavzet tudi Harfleur.
Trgovina je bila negativno prizadeta in kmetje so morali prenašati neskončne kroge obdavčitev za plačilo vojne, kar je povzročilo več uporov.
22. aprila 1445 sta tako poroka Henrika z Margareto Anžujsko (umrla 1482), nečakinjo Karla VII., kot tudi odpoved Mainu kazali na jasno nenaklonjenost angleškega kralja nadaljevanju vojne s Francijo. Karel VII. je bil nasprotno popolnoma odločen in je od leta 1449 začel ponovno zavzemati dele Normandije; leta 1450 je zmagal v bitki pri Formignyju, leta 1451 je blokiral Bordeaux in leta 1452 zavzel Gaskonjo. Ob koncu vojne julija 1453 in francoski zmagi v bitki pri Castillonu je angleška krona nadzorovala le še Calais.

### Zaključek
Posledice vojne so se kazale predvsem v okrepitvi položaja francoskega kralja ter poenotenju Francije, ki je postala močna kraljevina z rastočim gospodarstvom ter nenazadnje tudi v še poglobjenem srditem sovraštvu med Anglijo in Francijo. Stoletna vojna je tudi močno prispevala k naslednji vojni, ki se je vnela v Angliji in sicer k vojni dveh rož, ki je bila spopad rodbin Lancaster (rdeča roža) ter York (bela roža) ter se je končala leta 1485. Zmagala je rodbina Lancaster in tako postane novi angleški kralj Henrik VII.

## Pomembne osebnosti
| Kralj Edvard III.                        | 1327–77   |
| Kralj Rihard II.                         | 1377–99   |
| Kralj Henrik IV.                         | 1399–1413 |
| Kralj Henrik V.                          | 1413–22   |
| Kralj Henrik VI                          | 1422–61   |
| Edvard Črni Princ                        | 1330–76   |
| Ivan Gaunt, vojvoda Lancasterski         | 1340–99   |
| Ivan Lancaster, 1. vojvoda Bedfordski    | 1389–1435 |
| Henrik Grosmont, 1. vojvoda Lancasterski | 1306–61   |
| Ivan Talbot, 1. grof Shrewsburyjski      | 1384–1453 |
| Richard Plantagenet, 3. vojvoda Yorški   | 1411–60   |
| Sir Ivan Fastolf                         | 1380–1459 |

| Filip VI. Srečni             | 1328–50   |
| Ivan II. Dobri               | 1350–64   |
| Karel V. Modri               | 1364–80   |
| Ludvik I. Anjžujski          | 1380–82   |
| Karel VI. Ljubljeni ali Nori | 1380–1422 |
| Karel VII. Zmagoviti         | 1422–61   |
| Ivana Orleanska              | 1412–31   |
| Jean de Dunois               | 1403–68   |
| Gilles de Rais               | 1404–40   |
| Bertrand du Guesclin         | 1320–80   |
| Jean Bureau                  | 1390–1463 |
| La Hire                      | 1390–1443 |

| Filip Drzni, vojvoda Burgundije     | 1363–1404 |
| Ivan Neustrašni, vojvoda Burgundije | 1404–19   |
| Filip Dobri, vojvoda Burgundije     | 1419–67   |